# Wapen van Oudkerk

Wapen van Oudkerk

Het wapen van Oudkerk is het dorpswapen van het Nederlandse dorp Oudkerk, in de Friese gemeente Tietjerksteradeel. Het wapen werd in 1984 geregistreerd.

## Beschrijving
De officiële blazoenering luidt in het Fries als volgt:
yn read in krús fan sulver; oer alles hinne in út 'e grûn skuorde beam fan grien; yn alle kertieren in dûbelde blom fan de boskanemoan fan sulver.
De Nederlandse vertaling luidt als volgt:
in rood een kruis van zilver; over alles heen een uit de grond gescheurde boom van groen; in alle kwartieren een verdubbelde bloem van de bosanemoon van zilver.
De heraldische kleuren zijn: keel (rood), zilver (zilver) en sinopel (groen).

## Symboliek
- Zilveren kruis: duidt op het premonstratenzer klooster Bethlehem dat ten noordwesten van het dorp stond.[2]
- Bloem van bosanemoon: de bosanemoon met een dubbele bloem is een zogenaamde stinsenplant. Dit is een verwijzing naar de buitenplaats De Klinze in het dorp.[2]

## Zie ook

Vlag van Oudkerk